# Лорд-лейтенант Інвернесса
Лорд-лейтенант Інвернесса (англ. Lord Lieutenant of Inverness) — посадова особа, особистий представник британського монарха в історичному районі Шотландії, до якого входять округи місцевого самоврядування Інвернесс-Шир, Баденох і Стретспей, Лохабер.
Резиденція: 5 Драммонд-стріт, Інвернесс, Гайленд, Шотландія.

## Список лордів-лейтенантів Інвернесса
- Сер Джеймс Ґрант, 8-й баронет (17 березня 1794—1809)
- Френсіс Огілві-Ґрант, 6-й граф Сіфілд (2 вересня 1809 — 30 липня 1853)
- Томас Александер Фрейзер, 12-й лорд Ловат (26 серпня 1853—1873)
- Саймон Фрейзер, 13-й лорд Ловат (18 квітня 1873 — 6 вересня 1887)
- Дональд Камерон, 24-й Лохіл (17 жовтня 1887 — 30 листопада 1905)
- Альфред Дональд Маккінтош (11 грудня 1905 — 14 листопада 1938)
- Полковник сер Дональд Волтер Камерон, 25-й Лохіл (2 січня 1939 — 11 жовтня 1951)
- Александер Ґодфрі Макдональд (28 січня 1952 — 29 листопада 1970)
- Полковник сер Дональд Гаміш Камерон (31 січня 1971–1985)
- Лахлен Маккінтош (25 жовтня 1985 — 26 грудня 1995)
- Джеймс Гектор Нортей Грей, барон Грей з Контіна (5 грудня 1996 — 2002)
- Дональд Анґус Камерон (19 листопада 2002 — донині).